# Teiídeos
Teiídeos (Teiidae) é uma família de répteis escamados pertencentes à subordem Sauria. São lagartos geralmente heliotérmicos que vivem forrageando, são frequentemente observados em atividade e se aquecendo no sol. As espécies maiores são incomuns na floresta, elas se aproveitam de quedas de árvores e brechas no dossel para se aquecer 

## Géneros
- Subfamília Teiíneos:
  - Ameiva – (14 espécies)
  - Ameivula – (11 espécies)
  - Aspidoscelis – (46 espécies)
  - Aurivela – (2 espécies)
  - Cnemidophorus – (19 espécies)
  - Contomastix – (6 espécies)
  - Dicrodon – (3 espécies)
  - Glaucomastix – (5 espécies)
  - Holcosus – (18 espécies)
  - Kentropyx – (9 espécies)
  - Medopheos – (1 espécies)
  - Pholidoscelis – (20 espécies)
  - Teius – (3 espécies)
- Subfamília Tupinambinae:
  - Callopistes – (4 espécies)
  - Crocodilurus – (1 espécie, o jacarerana)
  - Dracaena – (3 espécies)
  - Salvator – (3 espécies)
  - Tupinambis – teiú (8 espécies)